# Trollius chartosepalus
Trollius chartosepalus är en ranunkelväxtart som beskrevs av Schipczinsky. Trollius chartosepalus ingår i släktet smörbollssläktet, och familjen ranunkelväxter. Inga underarter finns listade i Catalogue of Life.